# 2024年华中农业大学学术造假事件
2024年1月16日，11名华中农业大学在读学生联合实名举报其导师、该校动物科学技术学院、动物医学院教授黄飞若涉及学术造假，引发广泛关注。
学生在舉報中指出，黄飞若存在学术不端行为，包括篡改数据、编造实验结果等。这些学生表示，他们无法接受学术造假的行为，并决定站出来发声。11名学生撰写了一份长125页（正文）的举报信详细说明了黄教授的种种学术不端行为。举报材料中提到黄教授在学术界的地位，以及其在植物提取和表观遗传学方面的工作。参与举报的学生表示，他们面临着毕业的压力，但仍然坚持揭露真相，即便这可能影响他们的学业和事业。
华中农业大学的动物科学技术学院和动物医学院之后发表声明表示已经成立了工作专班，并启动了调查程序。2024年1月19日，华中农业大学通报初步認定黄飛若存在学术不端行为，停止其校内所有职务和工作。

## 背景
黄飞若時任华中农业大学动物科学技术学院的教授和博士生导师，担任动物营养与饲料科学系的主任。他在学术领域的主要研究方向包括动物分子营养学和饲料加工工艺。黄飞若曾主持包括“十四五”国家重点研发计划、国家“973”计划、国家自然科学基金等多个科研项目。在学术成果方面，黄飞若发表了多篇学术论文，涵盖了动物营养、肠道健康、脂肪代谢等领域。这些研究成果发表在不同的学术期刊上，例如《Livestock Science》、《Biomed Research International》、《Scientific Reports》等。黄飞若還曾任华中农业大学动物科学技术学院、动物医学院学术道德建设委员会委员。

## 事件过程

### 起因与举报
2024年1月16日，11名华中农业大学动科动医学院动物营养与饲料科学系黄飞若课题组的在读硕士和博士研究生对其导师黄飞若的学术不端行为的实名举报。这些学生通过将正文长125页的举报信发布至互联网上，揭露了黄教授及其曾指导的3名博士及13名硕士在科研过程中涉嫌的学术不端行为，包括但不限于数据篡改和实验结果的编造。这些学生在信中表达了他们对于科研诚信的重视和对学术不端行为的强烈反对。他们指出，这种行为不仅违背了科学研究的基本伦理和原则，也对他们个人的学业和科研生涯造成了影响。举报的学生在科研工作中亲身经历和目睹了这些不端行为。除学术不端行为外，举报信内容黄操控同行评审、克扣劳务费、打压学生等行为。
当事人黄飞若在1月18日接受上游新闻之采访。黄飞若称学生举报不实，并完成回复材料的撰写。黄飞若在回应中称“有个学生带头，他威胁别人，一起举报，一起签字了”。举报学生则在次日表示11人均“没有任何人受到威胁，都是心甘情愿在举报信上签字，按手印。”

### 学校处理
2024年1月16日，华中农业大学动物科学技术学院、动物医学院发出说明称，学院已关注到该举报信息，成立工作专班并启动调查程序。次日，华中农业大学官网教师名录中仍可查询到黄飞若，但其介绍页面已无法打开。2024年1月19日，经华中农业大学学术道德委员会成立的调查组对所反映问题调查发现，所举报的实验数据、结果等多个方面问题属实，初步认定存在学术不端行为。同时，学校决定停止黄飞若所有职务和工作，并组建导师组负责涉事课题组研究生培养工作。